# Bucklin (Missouri)
Pour les articles homonymes, voir Bucklin.
Bucklin est une ville du comté de Linn, dans le Missouri, aux États-Unis,. Située à l'est du comté, elle est fondée en 1854, baptisée en l'honneur de James H. Bucklin, employé du chemin de fer, et incorporée en 1866.

## Démographie
Lors du recensement de 2010, la ville comptait une population de 467 habitants. Elle est estimée, en 2017, à 445 habitants.

### Source de la traduction
- (en) Cet article est partiellement ou en totalité issu de l’article de Wikipédia en anglais intitulé « Bucklin, Missouri » (voir la liste des auteurs).